# Nongo-Suala
Nongo-Suala é uma comuna rural do sul do Mali da circunscrição de Sicasso e região de Sicasso. Segundo censo de 1998, havia 6 603 residentes, enquanto segundo o de 2009, havia 4 578. A comuna inclui 4 vilas.